# Stefano Napolitano
Stefano Napolitano (Biella, 11 aprile 1995) è un tennista italiano.
Ha vinto alcuni tornei dell'ATP Challenger Tour in singolare e in doppio; i suoi migliori ranking ATP sono stati il 121º posto in singolare nel giugno 2024 e il 182º in doppio nell’aprile 2017.

## Carriera

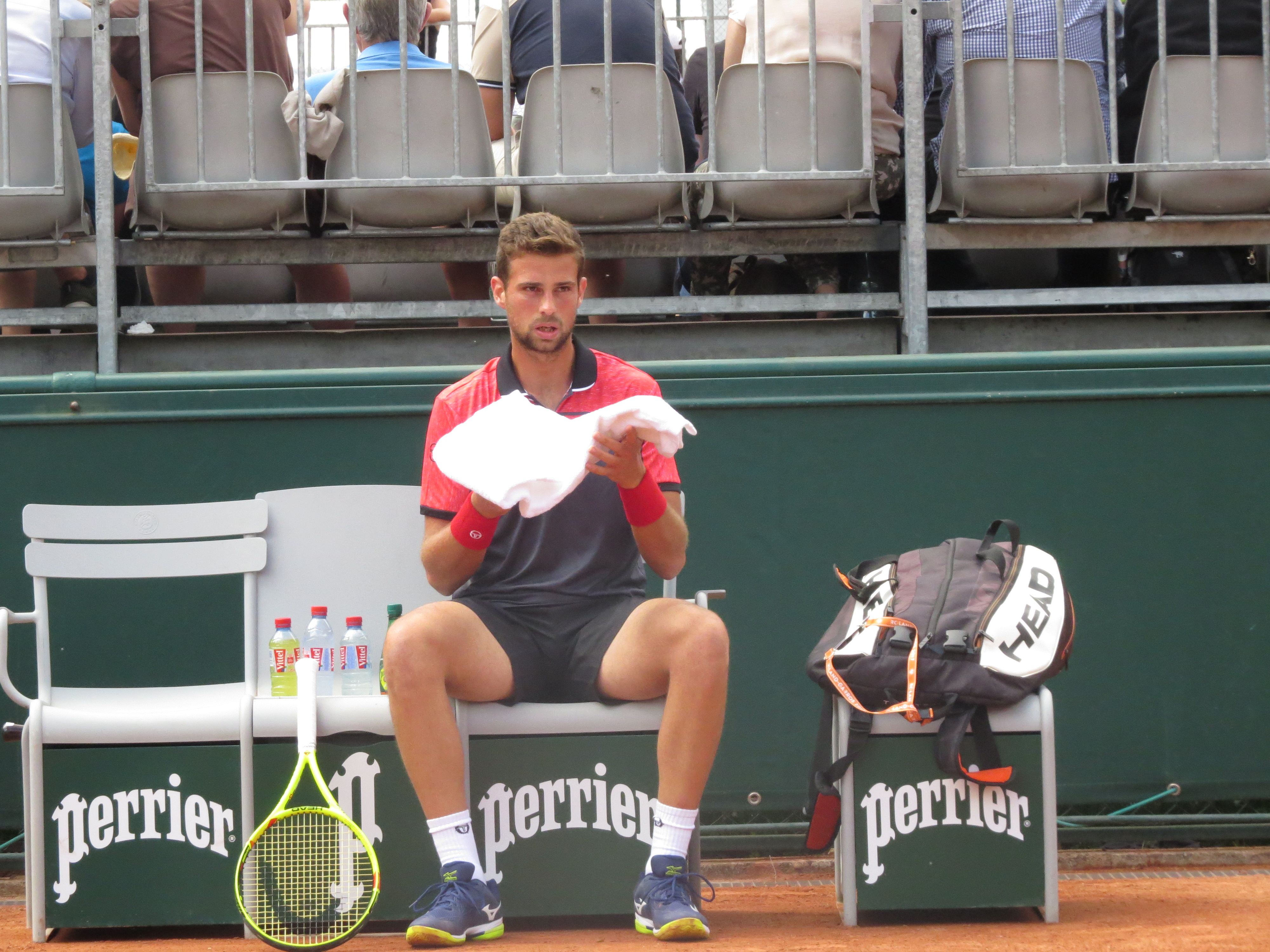
Stefano Napolitano nel 2017 al Roland Garros

Nel 2009 vince insieme a Matteo Donati il doppio al prestigioso torneo internazionale Les Petits As riservato agli under-14. Gioca nell'ITF Junior Circuit tra il 2009 e il 2013, vince il primo torneo in singolare nel 2010 e collezionerà in totale da juniores 7 titoli in singolare e 7 in doppio. Nel gennaio 2012 si aggiudica in singolare l'Abierto Juvenil Mexicano, l'unico torneo vinto di Grade A, con il quale raggiunge il 9º posto del ranking mondiale juniores. Il miglior risultato nelle prove juniores del Grande Slam è la semifinale raggiunta in doppio all'Australian Open 2013.
Fa le prime esperienze tra i professionisti nel 2010 in tornei dei circuiti Challenger e ITF. Nell'aprile 2014 alza i primi trofei da professionista in doppio, vince l'ITF Italy F10 a Santa Margherita di Pula in coppia con Marco Bortolotti e la settimana successiva si impone al Challenger Città di Vercelli con Matteo Donati superando in finale Pierre-Hugues Herbert / Albano Olivetti con il punteggio di 7-6, 6-3.
Il primo titolo in singolare arriva nel marzo 2015 all'ITF Israel F2 di Herzliya con il successo in finale sul ceco	Michal Konecny. Dopo aver vinto altri due titoli Challenger in doppio, nel novembre 2016 vince il suo primo torneo in singolare del circuito Challenger agli Internazionali Tennis Val Gardena Südtirol, battendo in finale Alessandro Giannessi per 6-4 6-1.
Fa il suo esordio in un tabellone ATP in doppio agli Internazionali d'Italia 2015 e in coppia con Donati sconfigge in tre set John Isner / Sam Querrey, prima di cedere al secondo turno contro Ivan Dodig / Marcelo Melo. L'esordio ATP in singolare avviene dopo aver superato le qualificazioni degli Internazionali d'Italia 2017 e viene sconfitto al primo turno da Viktor Troicki in due set.
L'esordio in un tabellone di una prova del Grande Slam è al Roland Garros del 2017, supera le qualificazioni e vince al primo turno contro Miša Zverev in quattro set. Al turno successivo viene sconfitto in tre set da Diego Schwartzman. A fine torneo porta il miglior ranking al 152º posto mondiale. Al 2023, la vittorie contro Isner / Querrey in doppio nel 2015 e quella contro Zverev nel 2017 risultano le uniche che ha conseguito nel circuito ATP.
Nell'inverno del 2021 ingaggia come allenatrice provvisoria, in preparazione dei tornei ATP Challenger Tour 2021 che verranno disputati a Biella, la vincitrice del Roland Garros 2010 Francesca Schiavone. Non trovano un accordo per continuare la collaborazione e Schiavone inizia ad allenare Petra Martić.
Vince il suo secondo torneo Challenger in singolare nel febbraio 2024 al Bengaluru Open sconfiggendo in rimonta nella finale il sudcoreano Hong Seong-chan. Ad aprile vince la finale anche all'Open Comunidad de Madrid contro Leandro Riedi e porta il best ranking alla 125ª posizione, migliorando la 152ª raggiunta nel 2017. Raggiunge per la prima volta il terzo turno in un torneo ATP il mese dopo agli Internazionali d'Italia ed esce di scena costringendo al terzo set il finalista del torneo Nicolas Jarry. Continua l'ascesa superando le qualificazioni al Rosmalen Open, esce poi al primo turno e sale al 121º posto mondiale. Non consegue risultati di rilievo nei tornei successivi e un infortunio subito a settembre lo costringe a un lungo periodo di riabilitazione.
Rientra nel circuito a marzo 2025 ed è il nº 251 nel ranking di singolare. A distanza di molti anni si mette però in luce in doppio, raggiungendo la finale al Challenger 125 di Morelia Open in coppia con Marc-Andrea Hüsler.

## Statistiche

### Tornei minori

#### Singolare

##### Vittorie (6)
| Legenda tornei minori |
| Challenger (3)        |
| ITF (3)               |

| N. | Data             | Torneo                                       | Superficie  | Avversario in finale | Punteggio     |
| 1. | 21 marzo 2015    | Israel F2, Herzliya                          | Cemento     | Michal Konecny       | 4-6, 6-4, 6-4 |
| 2. | 13 novembre 2016 | Internazionali Val Gardena Südtirol, Ortisei | Cemento (i) | Alessandro Giannessi | 6-4, 6-1      |
| 3. | 9 luglio 2023    | M25 Biella, Biella                           | Terra rossa | Lorenzo Carboni      | 6-4, 6-0      |
| 4. | 5 novembre 2023  | M15 Selva Gardena, Selva di Val Gardena      | Cemento (i) | Adrian Oetzbach      | 7-5, 6-4      |
| 5. | 18 febbraio 2024 | Bengaluru Open, Bangalore                    | Cemento     | Hong Seong-chan      | 4-6, 6-3, 6-3 |
| 6. | 14 aprile 2024   | Open Comunidad de Madrid, Madrid             | Terra rossa | Leandro Riedi        | 6-3, 6-3      |

##### Finali perse (12)
| Legenda tornei minori |
| Challenger (5)        |
| ITF (7)               |

| N.  | Data              | Torneo                             | Superficie  | Avversario in finale | Punteggio        |
| 1.  | 23 febbraio 2014  | Italy F2, Rovereto                 | Cemento (i) | Luca Vanni           | 3-6, 3-6         |
| 2.  | 3 maggio 2014     | Israel F4, Ascalona                | Cemento     | Robin Kern           | 4-6, 1-6         |
| 3.  | 25 maggio 2014    | Tunisia F2, Susa                   | Cemento     | David Pérez Sanz     | 7-6(2), 3-6, 4-6 |
| 4.  | 24 agosto 2014    | Romania F12, Mediaș                | Terra rossa | Filip Horanský       | 6-4, 6(4)-7, 2-6 |
| 5.  | 18 aprile 2015    | Italy F5, Santa Margherita di Pula | Terra rossa | Federico Gaio        | 2-6, 4-6         |
| 6.  | 12 settembre 2015 | Israel F12, Meitar                 | Cemento     | Micheal Geerts       | 6-7, 2-6         |
| 7.  | 10 luglio 2016    | Internazionali dell'Umbria, Todi   | Terra rossa | Miljan Zekic         | 7-6(6), 4-6, 3-6 |
| 8.  | 25 febbraio 2018  | Internazionali di Bergamo, Bergamo | Cemento (i) | Matteo Berrettini    | 2-6, 6-3, 2-6    |
| 9.  | 5 agosto 2018     | Lexington Challenger, Lexington    | Cemento     | Lloyd Harris         | 4-6, 3-6         |
| 10. | 23 settembre 2018 | Biella Challenger, Biella          | Terra rossa | Federico Delbonis    | 4-6, 3-6         |
| 11. | 17 marzo 2019     | Pingshan Open, Shenzhen            | Cemento     | Marcos Baghdatis     | 2-6, 6-3, 4-6    |
| 12. | 5 giugno 2023     | M15 Frascati, Frascati             | Terra rossa | Julian Ocleppo       | 4-6, 5-7         |

#### Doppio

##### Vittorie (4)
| Legenda tornei minori |
| Challenger (3)        |
| ITF (1)               |

| N. | Data           | Torneo                                             | Superficie  | Compagno         | Avversari in finale                   | Punteggio          |
| 1. | 19 aprile 2014 | Italy F10, Santa Margherita di Pula                | Terra rossa | Marco Bortolotti | Emanuele Molina Riccardo Sinicopri    | 6-4, 6-4           |
| 2. | 27 aprile 2014 | Città di Vercelli, Vercelli                        | Terra rossa | Matteo Donati    | Pierre-Hugues Herbert Albano Olivetti | 7-6(2), 6-3        |
| 3. | 27 luglio 2016 | San Benedetto Tennis Cup, San Benedetto del Tronto | Terra rossa | Federico Gaio    | Facundo Argüello Sergio Galdós        | 6-3, 6-4           |
| 4. | 2 ottobre 2016 | Due Ponti Challenger Roma                          | Terra rossa | Federico Gaio    | Marin Draganja Tomislav Draganja      | 6(2)-7, 6-2 [10-3] |

##### Finali perse (6)
| Legenda tornei minori |
| Challenger (3)        |
| ITF (3)               |

| N. | Data              | Torneo                                      | Superficie  | Compagno                 | Avversari in finale                | Punteggio        |
| 1. | 20 maggio 2012    | Italy F9, Pozzuoli                          | Terra rossa | Alessio Di Mauro         | Claudio Grassi Walter Trusendi     | 3-6, 2-6         |
| 2. | 28 luglio 2012    | Italy F19, Fano                             | Terra rossa | Marco Viola              | Matteo Volante Miljan Zekić        | 3-6, 6(3)-7      |
| 3. | 12 settembre 2015 | Israel F12, Meitar                          | Cemento     | Micheal Geerts           | Jarryd Chaplin Ben Mclachlan       | 6(5)-7, 3-6      |
| 4. | 10 aprile 2016    | Tennis Napoli Cup, Napoli                   | Terra rossa | Matteo Donati            | Gero Kretschmer Alexander Satschko | 1-6, 3-6         |
| 5. | 7 gennaio 2017    | Internationaux de Nouvelle-Calédonie, Numea | Cemento     | Adrián Menéndez Maceiras | Quentin Halys Tristan Lamasine     | 6(9)-7, 1-6      |
| 6. | 30 marzo 2025     | Morelia Open, Morelia                       | Terra rossa | Marc-Andrea Hüsler       | Gonzalo Escobar Diego Hidalgo      | 4-6, 6-4, [3-10] |